# Leo Ferrero
Leo Cesare Vincenzo Ferrero, född 16 oktober 1903 i Turin, död 26 augusti 1933 i Santa Fe, var en italiensk-fransk författare.
Leo Ferrero var son till Guglielmo Ferrero och Gina Lombroso-Ferrero. Han visade tidigt anlag för begåvning och fick en personlig uppfostran av sina föräldrar och morfadern Cesare Lombroso. Som barn började han författa och måla och var djupt intresserad av musik. Från 1913 var familjen bosatt i Florens, där Leo Ferrero gick i skola och studerade vid universitetet. Han skaffade sig snart en stor beläsenhet inom skönlitteratur och stora kunskaper i litteratur- och konsthistoria, filosofi och historia. Av hans produktion i tonåren har postumt publicerats La fàvola dei sette colori, ett musikaliskt feeri och dramat Il ritorno di Ulisse. 1924 publicerade han skådespelen La chioma di Berenice och Le campagne senza madonna, det senare uppfört i Rom. Ferreros diktning samlades i La catena degli anni (1939). I samarbete med sin far utgav Ferrero 1924 La palingè nesi di Roma, en historiografisk studie över den latinska historieskrivarna och deras öde under medeltiden och renässansen, och 1926 utgav han Julius Cäsar. Ferrero skrev en rad essäer över skilda litterära och konstnärliga ämnen och samlade material för en aldrig fullbordad avhandling om Dantes poetiska konst, allt samlat i Appunti sul metodo della Divina Commedia, del dramma, dell’arte classica e decadente (1940). Den fascistiska regimen hade först tolererat den berömda liberala familjen Ferrero, men började från 1926 på olika sätt trakassera dess medlemmar, vilket avspeglas i Ferreros dagbok från 1926–1927, publicerad 1946 under titeln Diario di un privilegiato sotto il fascismo. 1928 reste Ferrero till Storbritannien, som han skildrade i Le secret de l’Angleterre (tryckt 1941), och 1929 bosatte han sig i Paris, där han publicerade avhandlingen Léonard de Vinci ou l’æuvre d’art, som försedd med förord av Paul Valéry, väckte livlig diskussion. Han skrev vidare det satiriska skådespelet Angélica, en fantasirik, fint nyanserad studie över diktatur och massa (uppförd i Paris och London, tryckt 1934). Ferreros mest betydande skönlitterära verk, en rad essäer över Italiens litteratur och politik, samlade i Meditazioni sull’Italia (1939) och Paris, dernier modèle de 1’Occident (1932), en entusiastisk stadsskildring, som fördjupas till kulturproblemdebatt. 1932 erhöll Ferrero ett rockefellerstipendium och flyttade till USA, där han skrev Amérique, miroir grossissant de l’Europe (tryckt 1939), en kritik av amerikansk kultur, Espoirs (tryckt 1935), första delen i en planerad romancykel med motiv från det moderna Italien, och Désespoirs (tryckt 1937), en samling prosapoem. På väg till Kina avled Ferrero vid en bilolycka i Mexiko 1933. En rad av hans skrifter har utgetts på franska.